# Kuumaa
KUUMAA — фінський поп-гурт, заснований у 2016 році в Гельсінкі, Фінляндія,  до складу якого входять вокаліст Йоганнес Брoтерус, барабанщик Йонтту Лугтаваара та басист Аарні Сойвіо. Свій перший альбом "KUUMAA" вони випустили у квітні 2019 року.  Другий "Hyvikset ja pahikset" у березні 2023 року. І третій "Pisara meressä" у квітні 2024 року. У 2023 році KUUMAA отримали нагороду Emma Gaala як «Гурт року», а також у 2024 році отримали чотири нагороди як «Альбом року», «Гурт року», «Найбільш продаваний альбом року» та «Поп року».

## Кар'єра
У жовтні 2016 року гурт підписав запис з Universal Music Group на основі свого першого демо. KUUMAA підписали контракт на виступ на Provinssirock (рок фестиваль у Фінляндії) у 2017 році. На момент виступу гурт випустив свій перший сингл «Uppoon suhun», який вийшов у травні 2017 року. Гурт випустив пісню «Hulluista runoista» як свій другий сингл, демо-версія якого призвела до контракту на запис. Після шести релізів синглів 26 квітня 2019 року вийшов перший альбом гурту KUUMAA.
Кілька пісень KUUMAA отримали золотий або платиновий сертифікат. Пісні гурту, які найчастіше транслюються, — «Oo vielä sekunnin mun» і «Tulipalo». Наприкінці 2022 року «Tulipalo» стала найпопулярнішою піснею країни на радіо.
11 січня 2023 року KUUMAA було оголошено одним із семи учасників Uuden Musiikin Kilpailu 2023, національний відбір Фінляндії на пісенний конкурс Євробачення 2023. Їх запис «Ylivoimainen» було випущено 18 січня 2023 року. Їхня пісня для конкурсу посіла перше місце в офіційних фінських чартах. У фіналі вони посіли п’яте місце, набравши 107 балів (63 бали від телеголосування та 44 бали від журі). У 2023 році вони отримали нагороду Emma Gaala як «Гурт року».

## Члени

### Поточні члени
- Йоганнес Бротерус – вокал.
- Йонтту Лугтаваара – ударні.
- Аарні Сойвіо — бас.
- Окко Саастамойнен — клавішні. (2022–дотепер, живі виступи)

### Колишні учасники
- Аапо Няргі — гітара (2016–2021)
- Антті Гейскала — клавішні (2016–2022)

## Дискографія

### Студійні альбоми
| Назва                | Подробиці                                                                       | Пікові позиції в чартах |
| Назва                | Подробиці                                                                       | FIN                     |
| -------------------- | ------------------------------------------------------------------------------- | ----------------------- |
| Kuumaa               | - Випущено: 26 квітня 2019 р. - Формат: цифровий - Лейбл: Universal Music Group | 10                      |
| Hyvikset ja pahikset | - Випущено: 30 березня 2023 р. - Лейбл: Universal Music Group                   | 1                       |
| Pisara meressä       | - Випущено: 18 квітня 2024 р. - Лейбл: Universal Music Group                    | —                       |

### Сингли
| Назва                               | Рік  | Пікові позиції в чартах | Альбом               |
| Назва                               | Рік  | FIN                     | Альбом               |
| ----------------------------------- | ---- | ----------------------- | -------------------- |
| "Uppoon suhun"                      | 2017 | —                       | Kuumaa               |
| "Hulluista runoista"                | 2017 | —                       | Сингл без альбому    |
| "Huuda lujempaa"                    | 2017 | —                       | Kuumaa               |
| "Kuumaa"                            | 2018 | —                       | Kuumaa               |
| "Mun pitäis se jo tietää" (з Sonny) | 2018 | —                       | Kuumaa               |
| "Siks kai mä oon sun"               | 2019 | —                       | Kuumaa               |
| "Romuna"                            | 2020 | —                       | Сингли поза альбомом |
| "Rakastaja"                         | 2020 | —                       | Сингли поза альбомом |
| "Sä pilasit laulut"                 | 2020 | —                       | Сингли поза альбомом |
| "Älä sano sitä vielä"               | 2020 | —                       | Сингли поза альбомом |
| "Ikävä sua"                         | 2021 | —                       | Сингли поза альбомом |
| "Kolme toivetta"                    | 2021 | —                       | Сингли поза альбомом |
| "Tarkotin sua"                      | 2021 | —                       | Сингли поза альбомом |
| "Oo vielä sekunnin mun"             | 2021 | 20                      | Hyvikset ja pahikset |
| "Tulipalo"                          | 2022 | 3                       | Hyvikset ja pahikset |
| "Edelleen sua"                      | 2022 | 16                      | Hyvikset ja pahikset |
| "Ylivoimainen"                      | 2023 | 1                       | Hyvikset ja pahikset |
| "Tässä on kaikki"                   | 2023 | 3                       | Сингли поза альбомом |
| "Satama"                            | 2023 | 4                       | Сингли поза альбомом |
| "Tuhoaisti"                         | 2024 | 5                       | Сингли поза альбомом |
| "Pieni ystävä"                      | 2025 | 17                      | Сингл без альбому    |

### Інші пісні в чартах
| Назва                  | Рік  | Пікові позиції в чартах | Альбом              |
| Назва                  | Рік  | FIN                     | Альбом              |
| ---------------------- | ---- | ----------------------- | ------------------- |
| "Anna mulle mitä vaan" | 2023 | 8                       | Hyvikset і pahikset |
| "Eteisvalssi"          | 2023 | 29                      | Hyvikset і pahikset |
| "Elokuva"              | 2023 | 31                      | Hyvikset і pahikset |
| "Hyvikset ja pahikset" | 2023 | 22                      | Hyvikset і pahikset |
| "Hyvästejä ihanasti"   | 2023 | 47                      | Hyvikset і pahikset |